# Araucana (Álvarez de Toledo)
La Araucana de Fernando Álvarez de Toledo, reseñada a veces como Araucana II para evitar confusiones con la mucho más célebre La Araucana de Alonso de Ercilla, es una crónica de Indias en su mayor parte perdida, escrita en verso y rima de octava real entre fines del siglo XVI y principios del siglo XVII.
De su texto, solo se conocen once estrofas, en su mayor parte saltadas unas respecto de las otras, que corresponden a diversos pasajes. Estas estrofas fueron reproducidas por Alonso Ovalle, quien, en su Histórica relación del Reyno de Chile, les dio tratamiento de fuente documental fidedigna.
Hasta donde se tiene certeza, la obra trata principalmente de episodios bélicos de la Guerra de Arauco ocurridos en tiempos del gobernador del Reino de Chile Alonso de Sotomayor y Valmediano (1583-1591). Sus fragmentos conocidos abundan en detalladas enumeraciones de soldados españoles que se habrían destacado en diversas batallas. Estos episodios, siguiendo el texto citado por Ovalle, abarca al menos hasta la derrota del toqui Quintunguenu (1591). Una de sus estrofas conocidas también trata de la expulsión y derrota del corsario Thomas Cavendish en un combate terrestre ocurrido cerca del fondeadero de Quintero en 1587, en un sector alejado del resto de la acción y del teatro de la guerra contra los indígenas mapuches. 
Ovalle, al citar fragmentos del poema, señala que su autor, Fernando Álvarez de Toledo, era «caballero andaluz muy valeroso y gran cristiano», asegurando que se encontraba al menos presente en una de las batallas relatadas en los versos que cita, el combate en que los españoles emboscaron y derrotaron al toqui Nongoniel en la segunda mitad de 1585.
Las octavas citadas por Ovalle en general guardan la forma de listados de nombres de soldados españoles involucrados en acciones de la Guerra de Arauco: 

Síguele en el cruel, y fiero asalto
cual Maeße de campo brava gente
que del fuerte acomete lo mas alto,
y mas dificultoso por la frente
ninguno de valor se halla falto
con tal brio se muestran al presente,
que cada cual entiendesſer bastante
a deshazer un muro de diamante
-
El Capitan Vallejo y Albarado
Don Alonſo Surita, y su sobrino
Pero Gomez, Duran, y Iuan Hurtado
con el valor, y pecho que convino
Lope Ruiz, Luys Monte, y Maldonado
Iuan Gudinez, Godoy, Don Benardino,
Del Aguila jufre, que oy tal se muestra
Con valorosa espada y feliz diestra.